# Новотырышкинский сельсовет (Новосибирская область)
Новотырышкинский сельсовет — сельское поселение в Колыванском районе Новосибирской области Российской Федерации.
Административный центр — село Новотырышкино.

## История
Статус и границы сельского поселения установлены Законом Новосибирской области от 2 июня 2004 года № 200-ОЗ «О статусе и границах муниципальных образований Новосибирской области»

## Население
| 2002  | 2010  | 2012  | 2013  | 2014  | 2015  | 2016  |
| ----- | ----- | ----- | ----- | ----- | ----- | ----- |
| 1727  | ↘1596 | ↗1637 | ↗1700 | ↗1745 | ↘1726 | ↗1738 |
| 2017  | 2018  | 2019  | 2020  | 2021  |       |       |
| ↘1718 | ↘1701 | ↘1694 | ↘1678 | ↘1646 |       |       |

## Состав сельского поселения
| № | Населённый пункт   | Тип населённого пункта       | Население |
| - | ------------------ | ---------------------------- | --------- |
| 1 | Большая Черемшанка | деревня                      | ↘30       |
| 2 | Воробьёво          | деревня                      | ↘460      |
| 3 | Новотырышкино      | село, административный центр | ↘1106     |